# Hallands Folkblad
Hallands Folkblad  var en socialdemokratisk tidning som gavs ut i Halmstad mellan 1910 och 1943. Tryckningen skedde i Helsingborg.
Hallands Folkblad tillkom i samband med att Hallandsposten bytt politisk profil till frisinnad och trycktes hos Skånska socialdemokraten. Till redaktör utsågs Karl Kilbom, men han råkade i konflikt med de lokala kommunalpolitikerna och flyttade från Halmstad 1914. I stället övertogs redaktörskapet av den tidigare tidningsexpeditören Georg Swensson.